# Micronique
Micronique est une société française créée en 1975, ayant pour objet la fabrication et l’intégration de cartes électroniques. Elle est basée à Corbeil-Essonnes.

## Secteurs d'activité
Micronique est présente dans divers secteurs d’activités :
- Industriel
- Aéronautique
- Médical

## Historique
Micronique est un EMS français (Electronic Manufacturing Services) spécialisé dans la fabrication et l’intégration de cartes électroniques en sous-traitance, du prototype à la série, pour les secteurs Industriel, Médical et Aéronautique.
Créée en 1975 par René Benech, Micronique a joué un rôle important dans le développement de l'industrie micro-informatique française en rachetant la société Lambda system en 1981 qui concevait des micro-ordinateurs, et acquiert les droits sur l’ordinateur Victor Lambda2HR qui, sous le nom de Hector, à partir de 1985 sera dimensionné pour répondre au Plan informatique pour tous.
En 2011, elle a été reprise par la Société Gespart (Holding familial de Jean Pierre Leboeuf).
La société Partner’s electronics appartenant au groupe a fait l’objet d’une fusion absorption en 2013 par la société Micronique sur le site de Corbeil-Essonnes.
En 2020, Micronique lance le projet "Révolution - Industrie du futur" afin d’assurer sa mutation vers le numérique et l’Industrie 4.0.
Dans cette optique le Groupe a créé en 2020 la filiale MIC 4.0 qui a pour vocation de porter le projet Révolution.

## Presse
- Spécial global industrie: Micronique et l'usine du futur, sur Électroniques, 8 avril 2018[4]
- Micronique/Hector[5]
- Les fabricants d'électronique Partner's Electronics et Micronique officialisent leur fusion, sur Electronique Mag, septembre 2013[6]
- Micronique, la PME de l'électronique qui veut mettre un robot devant chaque opérateur, sur Usine nouvelle, 4 mai 2018[7]
- Visite du Premier Ministre français Jean Castex à Micronique pour le soutien du plan de relance, 03 juillet 2021[8]
- Visite du Premier Ministre Jean Castex à Micronique, juillet 2021[9]